# Antonio de Molina
Antonio de Molina Herrera, (Villanueva de los Infantes, Ciudad Real, c. 1550 - Cartuja de Miraflores, Burgos, 21 de septiembre de 1612) fue un escritor ascético español y monje cartujo.

## Biografía
Hijo de Antonio y de Francisca Herrera, en 1575 profesó en la casa que la Orden de los Ermitaños de San Agustín tenía en Salamanca. Se doctoró en Teología y Cánones y enseñó Teología como lector de su orden en el convento de Soria, donde también era prefecto; en 1602 escribió, según Nicolás Antonio, una serie de cartas al confesor de Felipe III, muy prolijas, en defensa de la inmunidad y exención de tributos del clero; en busca de un más estricto ascetismo, en 1589 se hizo cartujo y pasó a la Cartuja de Miraflores, en Burgos, donde alcanzó la dignidad de prior. Allí está sepultado.
Escribió en español una celebérrima Instrucción de Sacerdotes (Burgos, 1608) que alcanzó, según Nicolás Antonio, más de veinte ediciones en menos de sesenta años, entre ellas tres en Colonia y dos en Amberes, y fue traducida por el dominico belga Nicolás Jansenio al latín, en cuya forma alcanzó cinco ediciones (Amberes, 1618, 1644; Colonia, 1626, 1711 y 1712), y por René Gaultier al francés, en cuya lengua conoció las ediciones de París, 1643 y Lyon, 1639. El jesuita John Floyd la tradujo al inglés (San Amaro, 1613 y 1652). La versión italiana es muy posterior (Turin, 1865). La obra fue sin embargo atacada por el jansenista Antoine Arnauld (De la fréquente Communion, 1643) y defendida por Petavius (Dogmata theologica, De Pœnitentia, lib. III, cap. vi; nueva edición, Paris, 1865-7, VIII, 286-8). De unos Ejercicios espirituales (Burgos, 1615) se hicieron no menos de cuatro ediciones más y fue traducida al italiano. También escribió para legos unos Ejercicios espirituales para personas ocupadas de cosas de su salvación (Burgos, 1613).

## Obras
- Instrucción de sacerdotes, en que se da doctrina muy importante para conocer la alteza del sagrado oficio Sacerdotal, y para exercitarle debidamente, 1608.
- Exercicios espirituales para personas ocupadas de cosas de su salvación. Burgos, 1613.
- Exercicios espirituales de la excelencias, provecho y necesidad de la oración mental reducidos a doctrina, y meditaciones sacadas de los Santos Padres y Doctores de la Iglesia, Burgos, 1615. Reimpreso al menos en Madrid: impr. de Pedro Marín, 1773.